# Epicrates cenchria
Il boa arcobaleno (Epicrates cenchria (Linnaeus, 1758)) è una specie di serpente appartenente alla famiglia dei boidi.

## Descrizione

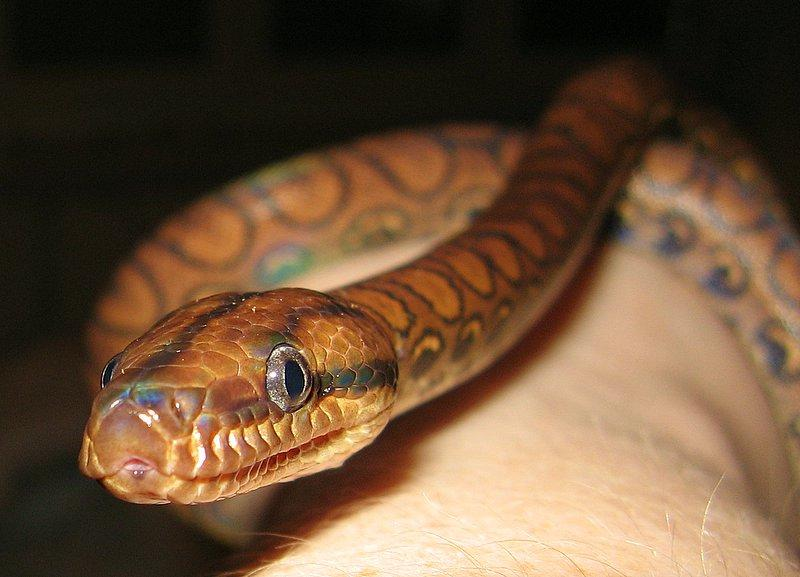
Vista del capo

In base ad analisi molecolari, questa specie si è rivelata più vicina alle anaconde (Eunectes) che agli altri Epicrates; la specie è caratterizzata da una particolare iridescenza delle squame dovuta alla colorazione strutturale questa caratteristica la renda una specie unica fra i serpenti. Gli adulti raggiungono una lunghezza di circa due metri.

## Biologia
Il boa arcobaleno è una specie prevalentemente notturna e timida, si ciba principalmente di piccoli mammiferi, uccelli, lucertole e animali acquatici; la speranza di vita è di circa 25 anni. È una specie ovipara, a riproduzione sessuata, ma vi sono evidenze anche di riproduzione tramite partenogenesi.

## Distribuzione
È l'unica specie di Epicrates diffusa sul continente, mentre le altre sono presenti solo nei Caraibi; abita le foreste pluviali, ed ha un areale molto ampio, essendo attestata in gran parte del Sudamerica settentrionale e del Centramerica meridionale, oltre che in alcune isole (Trinidad, Tobago e Margarita); va però notato che alcuni studiosi hanno proposto di elevare a specie indipendente una delle sue numerose sottospecie, E. c. maurus.

## Sottospecie
Attualmente sono riconosciute nove sottospecie di E. cenchria:
- Epicrates cenchria alvarezi - Boa arcobaleno argentino
- Epicrates cenchria assisi - Boa arcobaleno del Caatinga
- Epicrates cenchria barbouri - Boa arcobaleno del Marajó
- Epicrates cenchria cenchria - Boa arcobaleno brasiliano
- Epicrates cenchria crassus - Boa arcobaleno del Paraguay
- Epicrates cenchria gaigeae - Boa arcobaleno peruviano
- Epicrates cenchria hygrophilus - Boa arcobaleno di Espírito Santo
- Epicrates cenchria maurus - Boa arcobaleno colombiano
- Epicrates cenchria polylepis - Boa arcobaleno dell'altopiano centrale